# قرار مجلس الأمن التابع للأمم المتحدة رقم 1659
قرار مجلس الأمن التابع للأمم المتحدة رقم 1659، المتخذ بالإجماع في 15 شباط / فبراير 2006، بعد التذكير بالقرارات السابقة بشأن الحالة في أفغانستان، ولا سيما القرارات 1378 (2001) و1383 (2001) و1589 (2005)، أيد المجلس «اتفاق أفغانستان» بين الحكومة الأفغانية والمجتمع الدولي فيما يتعلق بمستقبل البلاد.

## القرار

### أعمال
وصدق مجلس الأمن على «ميثاق أفغانستان» الذي وفر إطارًا للتعاون بين الحكومة الأفغانية والمجتمع الدولي، ودعا إلى تنفيذه بالكامل. وأكد دور الأمم المتحدة في أفغانستان وجهودها لتنفيذ الاتفاق. علاوة على ذلك، رحب أعضاء المجلس باستراتيجية التنمية الوطنية لأفغانستان والتعهدات المالية التي قدمها المشاركون في مؤتمر لندن لعام 2006 الذي وضع الاتفاق.
أقر باقي القرار بخطر زراعة الأفيون وإنتاجه والاتجار به، واعترف بدور الناتو وعملية الحرية الدائمة والقوة الدولية للمساعدة الأمنية في البلاد، وأعلن استعداد مجلس الأمن لدعم تنفيذ «اتفاق أفغانستان».

## روابط خارجية
- نص القرار في undocs.org